# La Salada
La Salada és una antiga domus medieval habilitada com a masia de Gurb (Osona) declarada bé cultural d'interès nacional.

## Descripció
Ara masia amb murs i voltes dels segles XIV i XV a la seva part baixa.
Edifici civil. Masia de planta rectangular coberta a dues vessants, l'esquerra més prolongada. El portal es troba a migdia, és dovellat amb arc rebaixat i la porta és de vidres. El carener és perpendicular a la façana. Damunt el portal hi ha un escut datat i amb el nen de Jesús. Damunt el portal sobresurt un cos de galeries sostingudes per pilars de pedra. És més baix que la façana i està cobert a una sola vessant. Davant el portal hi ha un cos que era destinat a dependències agrícoles i avui serveix d'annex al mas, convertit en residència. Hi ha un portal que tanca aquest recinte, la lliça, a ponent. És construïda bàsicament amb pedra i llindes de fusta. Conservació bona.
Havia estat una domus medieval, de la qual es conserven murs i estructures integrades a l'edificació actual. Durant les diverses obres d'ampliació i reforma (d'època moderna i contemporània) es van desmuntar murs i les estructures defensives de la domus, que se situarien al subsòl, juntament amb les restes de l'evolució i ús de tot el conjunt. A la línia de tancament oest de l'edifici actual hi ha una estructura de planta circular, que podria correspondre's a una torre (o a un pou) i al damunt de la qual s'assenta el mur oest.

## Història
Casa forta. Documentada el 1280.
Com indica la llinda del portal de les galeries del primer pis en la qual hi ha l'escultura en baix relleu d'una torre. Joan Salada reformà el mas al 1580. El portal d'entrada presenta una data anterior: 1520. El mas fou reformat al segle xvi. Actualment és habitat esporàdicament. Cal remarcar el setial del foc i el forn conservats in situ a l'interior de la casa.